# Necrópole de São Paulo
Necrópole de São Paulo (em italiano:  Necropoli di San Paolo), chamada também de Necrópole Ostiense, é uma necrópole localizada na altura do número 195 da Via Ostiense, no quartiere Ostiense de Roma, perto da basílica de San Paolo fuori le Mura, construída mais tarde incorporando a área de culto paleocristão que se desenvolveu no local.

## História
A basílica, hoje no centro de uma área urbana a cerca de dois quilômetros da Muralha Aureliana, ficava antigamente em uma vasta planície aluvial às margens do rio Tibre e atravessada pela Via Ostiense, cujo percurso até a basílica coincidia exatamente com o da via moderna. Na área compreendida entre a Rupe di San Paolo ("Rocha de São Paulo") e a margem do Tibre estava localizada uma grande necrópole cujos túmulos ficavam ao longo da Via Ostiense e de vias paralelas menores; a mesma basílica deve a sua origem ao sepultamento do apóstolo São Paulo em um dos túmulos, em torno do qual nasceu a primeira área de culto e a posterior basílica paleocristã. Grande parte desta necrópole, que se se supõe estar ainda hoje conservada no subsolo e cujas fronteiras exatas não são conhecidas, ainda precisa ser melhor estudada. No século XVIII, no decurso das obras conduzidas na vinha de frente para a Abadia de San Paolo fuori le Mura, foram descobertos alguns túmulos e muitos outros apareceram nos anos seguintes; digno de nota são, principalmente, as descobertas dos anos 1859 e 1872 na Vigna Villani, na esquina entre a Via Ostiense e a Via delle Sette Chiese. As descobertas mais consistentes foram, porém, as relativas aos anos 1897-1898, quando, no lado oriental da Via Ostiense, foi realizada uma vasta escavação para criar um grande coletor de água; durante as obras foram descobertas numerosas sepulturas, todas destruídas e mal documentadas, mas que deixaram um importante material epigráfico.
Somente nos anos de 1917-1918, as obras de alargamento da Via Ostiense permitiram uma documentação mais efetiva dos setores da necrópole atualmente conservada em parte; uma intervenção posterior de alargamento da via, em 1933, levou à escavação do terreno até a encosta da Rupe e que descobriu os sepulcros atualmente visíveis no local. Os túmulos, segundo a orientação norte/sul do eixo da Via Ostiense e demonstram uma continuidade de uso entre os séculos I a.C. e IV d.C., documentando a passagem do costume do rito funerário da cremação para o da inumação entre o final do período republicano, o primeiro século do Império Romano e o século seguinte.
Os edifícios funerários mais antigos são principalmente columbários quadrangulares em cujas paredes internas eram escavados pequenos nichos enfileirados do chão até o teto para abrigar urnas com cinzas. Dos muitos sepulcros desenterrados resta hoje um setor protegidos por um teto situado originalmente ao longo do lado oriental da estrada, que, na época, passava sob a zona absidal da basílica (foi desviada somente no século IV, depois da reconstrução, em escala maior, da basílica constantiniana posterior). Na necrópole se destaca um sepulcro, datado do final da época republicana, com uma constelação de pequenos e médios mausoléus à volta e decorado de modo sombrio, mas elegante, uma testemunha clara e importante da arquitetura funerária romana no século I d.C.. Um mabiente muito grande com edículas encostadas nas parede é, na realidade, uma área sepulcral a céu aberto ocupada por túmulos de indivíduos que não dispunham de um mausoléu familiar ou coletivo. Estreitas passagens seguiam um traçado não planejado no entornos dos sepulcros.
Durante as obras de sistematização do complexo da basílica para a celebração do Grande Jubileu de 2000, os setores da necrópole escavados em 1917-1918, depois de uma restauração e da construção de uma cobertura, foram incorporados à área verde do Parco Schuster.